# Ancien palais de justice de Fort-de-France
L’ancien palais de justice de Fort-de-France est un bâtiment de style néo-classique situé entre les rues Perrinon, Schœlcher et Moreau-de-Jones à Fort-de-France, en Martinique. Il abrite l'Espace Camille Darsières, palais des arts et des cultures.

## Histoire
À l'emplacement du couvent des Filles de la Providence, fondé par le père Charles François de Coutances au XVIIIe siècle et transformé en gendarmerie au début du XIXe siècle, un palais de justice est édifié. Celui-ci est détruit par le tremblement de terre du 11 janvier 1839 qui rase la moitié de la ville de Fort-de-France.
L'amiral Louis Henri de Gueydon, gouverneur de la Martinique, pose la première pierre du nouveau palais de justice en 1855. Le nouvel édifice, dont le plan est en forme de U, est reconstruit dans un style néo-classique colonial avec un rez-de-chaussée en pierre surmonté d'un étage en bois sur son corps central et son aile droite, cette dernière étant coiffée d'un toit de tuiles importées de Marseille. Il est inauguré en 1857 par le gouverneur Denis de Fitte de Soucy. Un petit square ombragé d'arbres avec une fontaine centrale est aménagé devant le bâtiment. La fontaine est remplacée par une nouvelle statue de Victor Schœlcher accompagnant une petite esclave libérée sur les chemins de l'éducation, avec gravé sur le socle l'inscription : « Nulle terre française ne peut plus porter d'esclaves ». Cette statue a été réalisée par Anatole Marquet de Vasselot et inaugurée le 22 septembre 1904 au centre de la cour du palais de justice pour le centenaire de l'abolitionniste. Le 22 mai 2020, la statue est détruite.
Un incendie ravage entièrement le palais de justice en 1905. Le palais de justice est à nouveau reconstruit en 1906 par Gustave de Laguarigue en adoptant un style néo-classique italien avec toits en terrasse et inauguré en 1907 par le gouverneur Charles Lépreux. Ici ont résonné les voix des grands avocats martiniquais dont les noms se retrouvent sur les plaques des rues de la ville : Victor Sévère, Joseph Lagrosillière et Camille Darsières.
L'édifice est inscrit à l'inventaire des monuments historiques par arrêté du 31 décembre 1991 comme témoignage de l'architecture coloniale.
Le bâtiment étant devenu trop petit, il accueille ses dernières assises en novembre 2001 avant d'être remplacé depuis 2002 par le nouveau tribunal de grande instance logé dans un bâtiment tout neuf situé sur le Boulevard Général de Gaulle.
Le bâtiment appartient désormais à la ville qui, après quelques travaux, l'a transformé en Espace Camille Darsières, un palais des arts et des cultures en hommage à cet avocat profondément foyalais, à la fois homme de lettres et compagnon d'Aimé Césaire. Des ateliers d'artiste se sont installés tout autour de la cour intérieure du palais.

## Description
Le palais de justice est un bâtiment rectangulaire en pierre de style néo-classique qui entoure une cour intérieure. Devant le palais s'ouvre sur un joli square avec en son centre la statue de Victor Schœlcher.